# Pallacanestro agli XI Giochi dei piccoli stati d'Europa
Presentiamo in questa pagina tutti i risultati delle competizioni di pallacanestro agli XI Giochi dei piccoli stati d'Europa.
Ad Andorra 2005 sono stati organizzati sia il torneo femminile che quello maschile. Al primo hanno partecipato quattro squadre nazionali ( Andorra,  Islanda,  Lussemburgo,  Malta) mentre al secondo cinque ( Andorra,  Cipro,  Islanda,  Lussemburgo,  San Marino).

## Medagliere
| Posizione | Paese       | P.ti | V | P |
| --------- | ----------- | ---- | - | - |
|           | Cipro       | 8    | 4 | 0 |
|           | Islanda     | 7    | 3 | 1 |
|           | Lussemburgo | 6    | 2 | 2 |
| 4         | San Marino  | 5    | 1 | 3 |
| 5         | Andorra     | 4    | 1 | 4 |

| Posizione | Paese       | P.ti | V | P |
| --------- | ----------- | ---- | - | - |
|           | Lussemburgo | 6    | 3 | 0 |
|           | Islanda     | 5    | 2 | 1 |
|           | Malta       | 4    | 1 | 2 |
| 4         | Andorra     | 3    | 0 | 3 |

## Torneo maschile
| Data      | Paese       | Quarti | Quarti | Quarti | Quarti | Risultato |
| --------- | ----------- | ------ | ------ | ------ | ------ | --------- |
| 31 maggio | Lussemburgo | 22     | 19     | 20     | 22     | 83        |
| 31 maggio | Cipro       | 28     | 19     | 18     | 26     | 91        |
| 31 maggio | Andorra     | 20     | 13     | 23     | 7      | 63        |
| 31 maggio | San Marino  | 17     | 8      | 18     | 26     | 69        |

| Data      | Paese       | Quarti | Quarti | Quarti | Quarti | Risultato |
| --------- | ----------- | ------ | ------ | ------ | ------ | --------- |
| 1º giugno | San Marino  | 19     | 16     | 15     | 10     | 60        |
| 1º giugno | Lussemburgo | 17     | 16     | 14     | 20     | 67        |
| 1º giugno | Islanda     | 29     | 19     | 32     | 27     | 107       |
| 1º giugno | Andorra     | 27     | 12     | 19     | 19     | 77        |

| Data     | Paese       | Quarti | Quarti | Quarti | Quarti | Risultato |
| -------- | ----------- | ------ | ------ | ------ | ------ | --------- |
| 2 giugno | Lussemburgo | 17     | 20     | 18     | 14     | 69        |
| 2 giugno | Islanda     | 26     | 11     | 15     | 21     | 73        |
| 2 giugno | Cipro       | 17     | 23     | 20     | 10     | 70        |
| 2 giugno | San Marino  | 17     | 21     | 11     | 16     | 65        |

| Data     | Paese       | Quarti | Quarti | Quarti | Quarti | Risultato |
| -------- | ----------- | ------ | ------ | ------ | ------ | --------- |
| 3 giugno | Islanda     | 7      | 14     | 21     | 14     | 56        |
| 3 giugno | Cipro       | 21     | 25     | 11     | 23     | 80        |
| 3 giugno | Andorra     | 31     | 12     | 18     | 24     | 85        |
| 3 giugno | Lussemburgo | 31     | 13     | 29     | 24     | 97        |

| Data     | Paese      | Quarti | Quarti | Quarti | Quarti | Risultato |
| -------- | ---------- | ------ | ------ | ------ | ------ | --------- |
| 4 giugno | San Marino | 24     | 19     | 22     | 17     | 82        |
| 4 giugno | Islanda    | 25     | 22     | 21     | 26     | 94        |
| 4 giugno | Cipro      | 21     | 14     | 21     | 30     | 86        |
| 4 giugno | Andorra    | 15     | 23     | 27     | 13     | 78        |

## Torneo femminile
| Data      | Paese       | Quarti | Quarti | Quarti | Quarti | Risultato |
| --------- | ----------- | ------ | ------ | ------ | ------ | --------- |
| 1º giugno | Lussemburgo | 7      | 15     | 25     | 16     | 63        |
| 1º giugno | Malta       | 8      | 10     | 5      | 14     | 37        |
| 1º giugno | Islanda     | 17     | 17     | 18     | 19     | 71        |
| 1º giugno | Andorra     | 6      | 4      | 16     | 3      | 29        |

| Data     | Paese   | Quarti | Quarti | Quarti | Quarti | Risultato |
| -------- | ------- | ------ | ------ | ------ | ------ | --------- |
| 2 giugno | Malta   | 13     | 14     | 8      | 15     | 50        |
| 2 giugno | Islanda | 19     | 28     | 21     | 20     | 88        |

| Data     | Paese       | Quarti | Quarti | Quarti | Quarti | Risultato |
| -------- | ----------- | ------ | ------ | ------ | ------ | --------- |
| 3 giugno | Islanda     | 12     | 14     | 10     | 12     | 48        |
| 3 giugno | Lussemburgo | 24     | 10     | 15     | 8      | 57        |
| 3 giugno | Andorra     | 5      | 10     | 11     | 16     | 42        |
| 3 giugno | Malta       | 17     | 17     | 7      | 15     | 56        |

| Data     | Paese       | Quarti | Quarti | Quarti | Quarti | Risultato |
| -------- | ----------- | ------ | ------ | ------ | ------ | --------- |
| 4 giugno | Lussemburgo | 16     | 18     | 18     | 23     | 75        |
| 4 giugno | Andorra     | 6      | 13     | 10     | 11     | 40        |